# سرقة متحف مونتريال للفنون الجميلة 2011
وقع حادث سرقة متحف مونتريال للفنون الجميلة 2011 في حادثتين منفصلتين خلال شهري سبتمبر وأكتوبر من عام 2011. في كلتا الحادثتين، أخذ اللص نفسه قطعة حجرية صغيرة قديمة كانت معروضة علانية، دون حقيبة واقية، وقام بتهريبها إلى خارج المتحف. تم استرداد إحداها منذ ذلك الحين؛ ومع ذلك، بقي اللص مجهول الهوية ومكان وجود القطعة الأخرى غير معروف.
في 3 سبتمبر، قبل يوم واحد من الذكرى السنوية لسرقة 18 لوحة في عام 1972، سرق زائر نقشًا من الحجر الرملي يعود للإمبراطورية الأخمينية. في أواخر أكتوبر، عاد ليأخذ رأسًا من الرخام الروماني من قاعدته. قدرت قيمة السرقتين مجتمعتين بحوالي 1.3 مليون دولار.
لم يكشف المتحف عن السرقة حتى فبراير 2012 لتجنب المساس بالتحقيق المشترك بين شركة التأمين التابعة له ووحدة سرقة الفن في شرطة مقاطعة كيبيك. سمحت لهم لقطات كاميرات المراقبة بالحصول على وصف للسارق؛ الذي يعتقد المحققون أنه كان محليًا. وقدمت مكافأة لإعادة الأعمال المسروقة.